# 社村 (福島県)
社村（やしろむら）は福島県西白河郡にかつて存在した村である。

## 地理
現在の白河市の南部、旧表郷村の東部に位置する。
村域は八溝山地に位置し、山がちな地形になっている。

## 歴史

### 村域の変遷
- 1889年（明治22年）4月1日 - 町村制施行により、小松村・八幡村・中寺村・堀ノ内村・河東田村・深渡戸村が合併し西白河郡社村が発足。
- 1955年（昭和30年）2月1日 - 古関村・金山村と合併し表郷村が発足。同日社村廃止。
- 2005年（平成17年）11月7日 - 表郷村が（旧）白河市・東村・大信村と合併し白河市が発足。

変遷表
| 1868年 以前 | 1868年 以前 | 明治10年 | 明治22年 4月1日 | 昭和30年 2月1日 | 平成17年 11月7日 | 現在   |
| ----------- | ----------- | -------- | --------------- | --------------- | ---------------- | ------ |
|             | 小松村      | 小松村   | 社村            | 表郷村          | 白河市           | 白河市 |
|             | 小松新田村  | 小松村   | 社村            | 表郷村          | 白河市           | 白河市 |
|             | 関場村      | 八幡村   | 社村            | 表郷村          | 白河市           | 白河市 |
|             | 宮村        | 八幡村   | 社村            | 表郷村          | 白河市           | 白河市 |
|             | 中寺村      |          | 社村            | 表郷村          | 白河市           | 白河市 |
|             | 堀ノ内村    |          | 社村            | 表郷村          | 白河市           | 白河市 |
|             | 河東田村    |          | 社村            | 表郷村          | 白河市           | 白河市 |
|             | 深渡戸村    |          | 社村            | 表郷村          | 白河市           | 白河市 |

## 大字
- 小松（こまつ）
- 八幡（やわた）
- 中寺（なかでら）
- 堀之内（ほりのうち）
- 河東田（かとうだ）
- 深渡戸（ふかあど）

## 人口・世帯

### 人口
総数 [単位： 人]
| 1891年（明治24年） | 1,664 |
| 1920年（大正 9年） | 1,806 |
| 1947年（昭和22年） | 2,569 |

### 世帯
総数 [単位： 世帯]
| 1920年（大正 9年） | 342 |
| 1947年（昭和22年） | 402 |